# Shirley Knight
Shirley Enola Knight (Goessel, Kansas, 5 de julio de 1936-San Marcos, Texas, 22 de abril de 2020) fue una actriz de teatro, cine y televisión estadounidense. Estuvo nominada en dos ocasiones para los premios Óscar como mejor actriz de reparto: por En la escalera oscura en 1960 y por Dulce pájaro de juventud en 1962.

## Carrera artística
En 1964 apareció en la serie de la década de 1960 El fugitivo con David Janssen en donde actuó en el capítulo «The Homecoming» en el papel de Janice Pruitt. En 1965, en el capítulo «A.P.B. (All Points Bulletin)» en el papel de Mona, siendo secuestrada en su casa por dos convictos que habían huido: Neil Pinkerton (Paul Richards) y Matt Mooney (Lou Antonio). En 1966 actúa en El despertar de una pesadilla en el papel de Jane Washburn. En 1967 participó en la serie Los invasores en el capítulo "The watchers".

## Trayectoria en Broadway
- The Young Man from Atlanta (1997)
- Kennedy's Children (1975)
- The Watering Place (1969)
- We Have Always Lived in the Castle (1966)
- The Three Sisters (1964)

## Premios y distinciones
Premios Óscar
| Año  | Categoría               | Película                 | Resultado |
| ---- | ----------------------- | ------------------------ | --------- |
| 1961 | Mejor actriz de reparto | En la escalera oscura    | Nominada  |
| 1963 | Mejor Actriz de Reparto | Dulce pájaro de juventud | Nominada  |

Festival Internacional de Cine de Venecia
| Año  | Categoría                    | Película | Resultado |
| ---- | ---------------------------- | -------- | --------- |
| 1967 | Copa Volpi a la mejor actriz | Dutchman | Ganadora  |